# Frères (film, 1918)
Pour les articles homonymes, voir Frère (homonymie).
Pour plus de détails, voir Fiche technique et Distribution.
Frères est un film muet français réalisé par Maurice Rémon, sorti en 1918.
Remarque : certaines sources affirment de manière erronée que ce film est l'adaptation d'une pièce allemande de 1904 « Les frères de Saint-Bernard » signée Anton Ohorn. L'erreur provient du fait qu'elle fut traduite en 1907 par Maurice Rémon mais son film, bien que comportant le mot "frères", n'a aucun rapport avec celle-ci.[réf. nécessaire]

## Fiche technique
- Titre : Frères
- Réalisation : Maurice Rémon
- Scénario : Jacques Grétillat
- Chorégraphie : Jeanne Chasles, Camille Bos
- Société de production : Pathé Frères
- Société de distribution : Pathé Consortium Cinéma
- Pays d'origine :  France
- Langue : film muet avec les intertitres  en français
- Format : Noir et blanc — 35 mm — 1,33:1 — Muet
- Métrage : 1 340 mètres
- Genre : Comédie dramatique
- Durée : 44 minutes et 40 secondes
- Numéro de catalogue Pathé : 8102 bis
- Dates de sortie :
  -  France : 5 avril 1918

## Distribution
- Edmond Duquesne: Monsieur Guerville
- Emmy Lynn : Simone Guerville
- Camille Dumény : le comte d'Anglars
- Émilienne Dux : Madame Guerville
- Georges Mauloy : Taverny
- Louis Baron fils : le baron d'Orchaises
- Charles Dechamps : Pierre Taverny
- Paul Brousse : Challeranges

## À noter
- Les danses sont exécutées par les premiers sujets de l'Opéra de Paris, accompagnés par la harpiste Lily Laskine